# Mons
Mons je grad u belgijskoj regiji Valoniji, u pokrajini Hainaut.
Grad se razvio oko ostataka rimskog logora, a oko 650. osnovan je samostan. Svoj uspon grad doživljava tijekom 15 i 16. stoljeća. Među gradskim crkvama istječe se katedrala Sainte Waudru, sagrađena u kasnoj gotici 1460. – 1519. Vijećnica, koja je također sagrađena krajem Srednjeg vijeka, ima 84 m visok toranj, beffroi.
Zajedno s češkim gradom Plzeňom, Mons je Europski glavni grad kulture 2015.

## Poznate osobe
- François-Joseph Fétis
- Jean-Charles Houzeau
- Orlando di Lasso
- Paul Émile de Puydt

## Gradovi prijatelji
- Francuska Vannes
- Ujedinjeno Kraljevstvo  Sefton (Bootle)
- NR Kina Changsha
- SAD Little Rock

## Vanjske poveznice
- Monsova službena stranica  Arhivirana inačica izvorne stranice od 9. rujna 2007. (Wayback Machine)